# Teodoro Sainz Rueda
Teodoro Sainz Rueda (Briviesca, 1835-Madrid, 1897) fue un catedrático y político español. 
Sainz Rueda cultivó con preferencia los estudios literarios de la Antigüedad clásica, sobre todo la latina, llegando a ser un latinista de verdadero mérito. Al cultivo de estas aficiones suyas, que jamás abandonó por completo, consagra Sainz Rueda los años de su juventud, desempeñando varias cátedras de latín en diversos institutos. Perteneció al Círculo filosófico, de quien también eran miembros, entre otros muchos, Vicente Romero Girón, Facundo de los Ríos Portilla, Juan Uña Gómez y Nicolás Salmerón, persistiendo fiel hasta su muerte a los ideales republicanos y avanzados que predominaban en aquel Círculo.
Fue diputado en las Constituyentes de 1873 y permaneció siempre al lado de Salmerón, contribuyendo a formar el partido centralista. Fue uno de los fundadores del periódico republicano La Justicia y gerente del mismo durante algún tiempo.

## Vida
Teodoro Sainz Rueda nació en Briviesca (Burgos) el 8 de noviembre de 1835, hijo de Francisco Manuel Sainz Vivanco y de Francisca Paula de Rueda ambos de acomodadas familias de Briviesca. Ambrosio de Rueda, el padre de Francisca, era natural de Gayangos de Montija y su nieto en el 1884 publicó un artículo en Las Dominicales del libre pensamiento ilustrando los lugares arqueológicos y las bellezas naturales de aquel pueblo. En Baranda de Montija adquirió en el 1874 un chalet para veranear, citado por el presbítero Antolín Sáinz de Baranda en una crónica.
Teodoro Sainz Rueda quedó huérfano de madre a los tres años de vida y su padre Francisco falleció, viudo desde el 1839, el 20 de marzo de 1845 en Briviesca cuando Teodoro tenía solo nueve años. Teodoro tenía un hermano mayor que él: José María nacido en 1830. Francisco dejó un buen patrimonio a los dos hijos.
Desde 1857 hasta 1862 es alumno de la Facultad de Filosofía y Letras de la Universidad Central de Madrid. En ese año de 1862 habitaba en la calle de Alcalá n.º 13 donde estaba desde 1774 la Real Academia de Bellas Artes de San Fernando. En la Universidad conoce su coetáneo Nicolás Salmerón ligándoles una fuerte amistad a partir de entonces - Salmerón tenía solo dos años más que Teodoro - y siendo ambos fieles seguidores del krausismo, introducido en España por Julián Sanz del Río, que en el mismo año 1862 regala a la biblioteca de la Universidad de Madrid dos libros fundamentales para la formación filosófica y política tanto de Nicolás Salmerón como de Teodoro Sainz Rueda. Nicolás Salmerón fue el tercer presidente, después de Estanislao Figueras y Pi y Margall, de la Primera República Española desde el 18 de julio hasta el 7 de septiembre de 1873 y en el mismo año Teodoro Sainz Rueda fue diputado a las Cortes por el distrito de Villarcayo provincia de Burgos.
Tras el golpe militar del general Martínez Campos, en Sagunto, 29 de diciembre de 1874 que liquidó la I República y proclamó la restauración borbónica, Nicolás Salmerón, como otros profesores, entre los cuales Teodoro Sainz Rueda, fue desposeído de su cátedra (Real Orden de 17 de junio de 1875, revocada en 1881), exiliándose en París, donde colaboró estrechamente con Manuel Ruiz Zorrilla y participó en la fundación del Partido Republicano progresista.

## La Justicia
La Justicia fue un periódico republicano editado en Madrid desde el 1 de abril de 1888 hasta el 30 de junio de 1897. Teodoro Sainz Rueda, fallecido en Madrid el 28 de marzo de 1897, fue uno de los fundadores y fungió como gerente durante algún tiempo.

## Accionista de la Institución Libre de Enseñanza
El 31 de mayo de 1876 fue fundada la Institución Libre de Enseñanza por un grupo de catedráticos (entre los que se encontraban Francisco Giner de los Ríos, Gumersindo de Azcárate y Nicolás Salmerón), separados de la Universidad por defender la libertad de cátedra y negarse a ajustar sus enseñanzas a los dogmas oficiales en materia religiosa, política o moral. El excatedrático Teodoro Sainz Rueda figura en la lista de accionistas. En 1882 y 1883 forma parte de la comisión de cuentas de la Institución Libre de Enseñanza
Desde 1876 hasta la guerra civil española de 1936-1939, la ILE se convirtió en el centro de gravedad de toda una época de la cultura española y el cauce para la introducción en España de las más avanzadas teorías pedagógicas y científicas que se estaban desarrollando fuera de las fronteras españolas (un ejemplo ilustre: María Montessori, en Italia).

## Familia

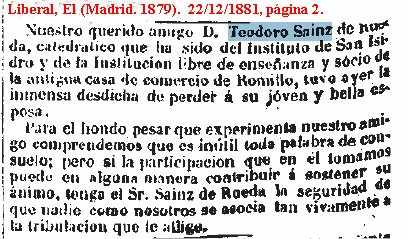

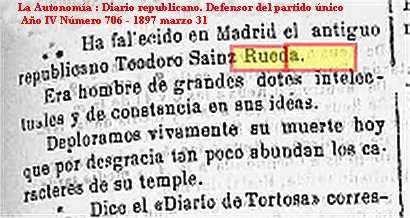

Teodoro Sainz Rueda se casa en 1865 con Francisca Romillo Arena (1834-1881), que aporta un buen patrimonio dotal. Francisca era hija de José Damaso Romillo Ortiz y de Gregoria María de la Arena. Del matrimonio nacieron en Madrid tres hijos, dos varones y una mujer: Teodoro, Eugenio y Francisca. Teodoro Sainz Rueda quedó viudo el 21 de diciembre de 1881. Murió en Madrid el 28 de marzo de 1897. En el mismo año nacía su nieto Teodoro, hijo de su hijo Teodoro y nieto por parte materna de Florentino Álvarez Mesa, que luchó por los mismos ideales republicanos en la Segunda República Española y sufrió la cárcel durante la guerra civil española.
El pueblo de Velilla de San Antonio, perteneciente a la Comunidad de Madrid, tiene una calle dedicada a los Sainz Romillo y una a los Sainz de Rueda que hacen rincón con el parque Sur. Teodoro Sainz Rueda fue un importante propietario de tierras de este municipio donde su familia materna, de Rueda, tenía desde el 1888 una calle a ella titulada. Así mismo Arganda del Rey perteneciente a la Comunidad de Madrid, tiene una calle dedicada a los Sainz Romillo.
En sus bodegas y destilerías de Velilla de San Antonio, Teodoro Sainz Rueda elaboraba los productos vitivinícolas de sus fincas que comercializaba en Madrid y al extranjero por los "Almacenes Sainz de vinos Velilla".

## Ancestros
|  | |  |  |  |  |  |  |  |  |  |  |  |  |  |  |  |
|  | 16. ......................                                                                               |  |  |  |  |  |  |  |  |  |  |  |  |  |  |  |
|  | |  |  |  |  |  |  |  |  |  |  |  |  |  |  |  |
|  | |  |  |  |  |  |  |  |  |  |  |  |  |  |  |  |
|  | 8. Tomas Isidoro Sainz y Ezquerra (n.1728 Bercedo de Montija)                                            |  |  |  |  |  |  |  |  |  |  |  |  |  |  |  |
|  | |  |  |  |  |  |  |  |  |  |  |  |  |  |  |  |
|  | |  |  |  |  |  |  |  |  |  |  |  |  |  |  |  |
|  | 17. ......................                                                                               |  |  |  |  |  |  |  |  |  |  |  |  |  |  |  |
|  | |  |  |  |  |  |  |  |  |  |  |  |  |  |  |  |
|  | |  |  |  |  |  |  |  |  |  |  |  |  |  |  |  |
|  | 4. Guillermo Sainz y López-Terrones (n.1768 Villalazara)                                                 |  |  |  |  |  |  |  |  |  |  |  |  |  |  |  |
|  | |  |  |  |  |  |  |  |  |  |  |  |  |  |  |  |
|  | |  |  |  |  |  |  |  |  |  |  |  |  |  |  |  |
|  | 18. Juan López-Terrones                                                                                  |  |  |  |  |  |  |  |  |  |  |  |  |  |  |  |
|  | |  |  |  |  |  |  |  |  |  |  |  |  |  |  |  |
|  | |  |  |  |  |  |  |  |  |  |  |  |  |  |  |  |
|  | 9. Manuela López-Terrones y Baranda (n.1730 Bercedo de Montija)                                          |  |  |  |  |  |  |  |  |  |  |  |  |  |  |  |
|  | |  |  |  |  |  |  |  |  |  |  |  |  |  |  |  |
|  | |  |  |  |  |  |  |  |  |  |  |  |  |  |  |  |
|  | 19. Manuela de Baranda                                                                                   |  |  |  |  |  |  |  |  |  |  |  |  |  |  |  |
|  | |  |  |  |  |  |  |  |  |  |  |  |  |  |  |  |
|  | |  |  |  |  |  |  |  |  |  |  |  |  |  |  |  |
|  | 2. Francisco Manuel Sainz y Vivanco (n.1803 Briviesca                                                    |  |  |  |  |  |  |  |  |  |  |  |  |  |  |  |
|  | |  |  |  |  |  |  |  |  |  |  |  |  |  |  |  |
|  | |  |  |  |  |  |  |  |  |  |  |  |  |  |  |  |
|  | 20. Manuel Vivanco                                                                                       |  |  |  |  |  |  |  |  |  |  |  |  |  |  |  |
|  | |  |  |  |  |  |  |  |  |  |  |  |  |  |  |  |
|  | |  |  |  |  |  |  |  |  |  |  |  |  |  |  |  |
|  | 10. Clemente Vivanco y Ruiz                                                                              |  |  |  |  |  |  |  |  |  |  |  |  |  |  |  |
|  | |  |  |  |  |  |  |  |  |  |  |  |  |  |  |  |
|  | |  |  |  |  |  |  |  |  |  |  |  |  |  |  |  |
|  | 21. Valentina Ruiz                                                                                       |  |  |  |  |  |  |  |  |  |  |  |  |  |  |  |
|  | |  |  |  |  |  |  |  |  |  |  |  |  |  |  |  |
|  | |  |  |  |  |  |  |  |  |  |  |  |  |  |  |  |
|  | 5. Severa Josefa Vivanco y Marañon (n.1773 Villalazara)                                                  |  |  |  |  |  |  |  |  |  |  |  |  |  |  |  |
|  | |  |  |  |  |  |  |  |  |  |  |  |  |  |  |  |
|  | |  |  |  |  |  |  |  |  |  |  |  |  |  |  |  |
|  | 22. Domingo Marañon Alonso                                                                               |  |  |  |  |  |  |  |  |  |  |  |  |  |  |  |
|  | |  |  |  |  |  |  |  |  |  |  |  |  |  |  |  |
|  | |  |  |  |  |  |  |  |  |  |  |  |  |  |  |  |
|  | 11. Josefa Eugenia Marañon y Alonso (n.1745 Baranda de Montija)                                          |  |  |  |  |  |  |  |  |  |  |  |  |  |  |  |
|  | |  |  |  |  |  |  |  |  |  |  |  |  |  |  |  |
|  | |  |  |  |  |  |  |  |  |  |  |  |  |  |  |  |
|  | 23. María Alonso Mardones y Diez, hija de Vicente Alonso Mardones Vallejo (Baranda de Montija, 2.5.1687. |  |  |  |  |  |  |  |  |  |  |  |  |  |  |  |
|  | |  |  |  |  |  |  |  |  |  |  |  |  |  |  |  |
|  | |  |  |  |  |  |  |  |  |  |  |  |  |  |  |  |
|  | 1. Teodoro Sainz y Rueda (n.1835 Briviesca)                                                              |  |  |  |  |  |  |  |  |  |  |  |  |  |  |  |
|  | |  |  |  |  |  |  |  |  |  |  |  |  |  |  |  |
|  | |  |  |  |  |  |  |  |  |  |  |  |  |  |  |  |
|  | 24. ......................                                                                               |  |  |  |  |  |  |  |  |  |  |  |  |  |  |  |
|  | |  |  |  |  |  |  |  |  |  |  |  |  |  |  |  |
|  | |  |  |  |  |  |  |  |  |  |  |  |  |  |  |  |
|  | 12. .....................                                                                                |  |  |  |  |  |  |  |  |  |  |  |  |  |  |  |
|  | |  |  |  |  |  |  |  |  |  |  |  |  |  |  |  |
|  | |  |  |  |  |  |  |  |  |  |  |  |  |  |  |  |
|  | 25. ......................                                                                               |  |  |  |  |  |  |  |  |  |  |  |  |  |  |  |
|  | |  |  |  |  |  |  |  |  |  |  |  |  |  |  |  |
|  | |  |  |  |  |  |  |  |  |  |  |  |  |  |  |  |
|  | 6. Ambrosio de Rueda (n.1780 en Gayangos de Montija)                                                     |  |  |  |  |  |  |  |  |  |  |  |  |  |  |  |
|  | |  |  |  |  |  |  |  |  |  |  |  |  |  |  |  |
|  | |  |  |  |  |  |  |  |  |  |  |  |  |  |  |  |
|  | 26. ......................                                                                               |  |  |  |  |  |  |  |  |  |  |  |  |  |  |  |
|  | |  |  |  |  |  |  |  |  |  |  |  |  |  |  |  |
|  | |  |  |  |  |  |  |  |  |  |  |  |  |  |  |  |
|  | 13. .....................                                                                                |  |  |  |  |  |  |  |  |  |  |  |  |  |  |  |
|  | |  |  |  |  |  |  |  |  |  |  |  |  |  |  |  |
|  | |  |  |  |  |  |  |  |  |  |  |  |  |  |  |  |
|  | 27. ......................                                                                               |  |  |  |  |  |  |  |  |  |  |  |  |  |  |  |
|  | |  |  |  |  |  |  |  |  |  |  |  |  |  |  |  |
|  | |  |  |  |  |  |  |  |  |  |  |  |  |  |  |  |
|  | 3. Francisca Paula de Rueda y Ondovilla (n.1806 Briviesca)                                               |  |  |  |  |  |  |  |  |  |  |  |  |  |  |  |
|  | |  |  |  |  |  |  |  |  |  |  |  |  |  |  |  |
|  | |  |  |  |  |  |  |  |  |  |  |  |  |  |  |  |
|  | 28 José de Ondovilla del Barrio                                                                          |  |  |  |  |  |  |  |  |  |  |  |  |  |  |  |
|  | |  |  |  |  |  |  |  |  |  |  |  |  |  |  |  |
|  | |  |  |  |  |  |  |  |  |  |  |  |  |  |  |  |
|  | 14. (?) Manuel Saturnino de Ondovilla                                                                    |  |  |  |  |  |  |  |  |  |  |  |  |  |  |  |
|  | |  |  |  |  |  |  |  |  |  |  |  |  |  |  |  |
|  | |  |  |  |  |  |  |  |  |  |  |  |  |  |  |  |
|  | 29. María Gil                                                                                            |  |  |  |  |  |  |  |  |  |  |  |  |  |  |  |
|  | |  |  |  |  |  |  |  |  |  |  |  |  |  |  |  |
|  | |  |  |  |  |  |  |  |  |  |  |  |  |  |  |  |
|  | 7. María de Ondovilla                                                                                    |  |  |  |  |  |  |  |  |  |  |  |  |  |  |  |
|  | |  |  |  |  |  |  |  |  |  |  |  |  |  |  |  |
|  | |  |  |  |  |  |  |  |  |  |  |  |  |  |  |  |
|  | 30. ......................                                                                               |  |  |  |  |  |  |  |  |  |  |  |  |  |  |  |
|  | |  |  |  |  |  |  |  |  |  |  |  |  |  |  |  |
|  | |  |  |  |  |  |  |  |  |  |  |  |  |  |  |  |
|  | 15. (?) María Victoria Vivanco                                                                           |  |  |  |  |  |  |  |  |  |  |  |  |  |  |  |
|  | |  |  |  |  |  |  |  |  |  |  |  |  |  |  |  |
|  | |  |  |  |  |  |  |  |  |  |  |  |  |  |  |  |
|  | 31. ......................                                                                               |  |  |  |  |  |  |  |  |  |  |  |  |  |  |  |
|  | |  |  |  |  |  |  |  |  |  |  |  |  |  |  |  |
|  | |  |  |  |  |  |  |  |  |  |  |  |  |  |  |  |